# Psychotria lineolata
Psychotria lineolata är en måreväxtart som beskrevs av William Grant Craib. Psychotria lineolata ingår i släktet Psychotria och familjen måreväxter. Inga underarter finns listade i Catalogue of Life.